# 布莱克山
布莱克山是位於美国南達科他州和懷俄明州交界處的一個山區。最高點黑麋鹿峰高2208米。布莱克山曾是美國原住民的聚居地，也是原住民心中的聖山。然而在19世紀後期，由於這裡發現金礦，引起白人前來淘金，也導致白人和原住民之間的衝突。布莱克山下有大量的礦產資源，並且還有拉什莫爾山等旅遊景點。其名來自拉科塔語，意思即“黑色的山”。